# Plzeňski kraj
Plzeňski kraj je pokrajina na zapadu Češke uz granicu s Njemačkom. Najveći dio zauzima planina Češka šuma (Český les, Šumava). Postoje i planine Brda (Brdy) i Plzeňská gora (Plzeňská pahorkartina). Crno jezero (Černé jezero) na Češkoj šumi najveće je i najdublje prirodno jezero u Češkoj.
Plzeň je daleko najveći i najznačajniji grad. Ostali veći gradovi su Domažlice i Klatovy. U gradu Klatovy postoji ljekarna koja je pod zaštitom UNESCO-a. Osnova je gospodarstva proizvodnja piva (Pilsner) i automobilska industrija (Škoda).